# Jablonkay István
Jablonkay István (Solymár, 1913. december 16. – Solymár, 2000. november 19.) magyar gimnáziumi tanár, helytörténész, múzeumalapító.

## Élete
1913. december 16-án Solymáron látta meg a napvilágot Gräfl István János Bertalan néven, pedagógus szülők második fiaként; keresztelését csak a következő év elején, 1914. január 4-én jegyezték be a helyi anyakönyvekbe. Szülei a solymári iskola megbecsült tanítói voltak: apja, a pesthidegkúti származású Gräfl János a születése idején állami elemi iskolai tanító, később tanfelügyelő, majd igazgató volt, anyja, Jablonkay (az anyakönyvi bejegyzés szerint Jablonkai) Mária ugyancsak pedagógusként dolgozott, ő délvidéki (zombori) magyar családból származott. A keresztszülői megbízatást a község szűk értelmiségi rétegének két tagja, Bakos Bertalan aljegyző és Straub Béla főjegyző Hedvig nevű lánya vállalta magára. A család férfi tagjai az 1930-as évek derekáig viselték a Gräfl családnevet, majd – pontosan nem tisztázott időpontban, valószínűleg az 1934-es év folyamán – az akkor már solymári iskolaigazgatóként dolgozó apa, és a két fiú is felvette az anya magyarosabb hangzású családnevét.
Az elkötelezett pedagógus házaspár a két fiút is pedagógusnak nevelte, és valóban mindketten azzá is váltak. Iskoláikat mindketten Solymáron kezdték, majd a Vörösmarty Gimnáziumban tett érettségi után a Pázmány Péter Tudományegyetemen folytatták tanulmányaikat. Mindketten földrajz és természetismeret szakos tanári képesítést szereztek, és megszerezték a bölcsészdoktori címet is: a nagyobbik fivér, az 1911-ben született Jablonkay Pál Solymár földrajza címmel készítette el disszertációját, majd Budapesten helyezkedett el középiskolai tanárként; Jablonkay István pedig Nagykovácsi földrajzát dolgozta fel doktori értekezésében.
Doktorálása után Piliscsabára vonult be katonának, kiképzését követően az 1. számú magyar hadsereg parancsnokságának gáztisztje lett. A második bécsi döntés után egységével bevonult Erdélybe, nem sokkal később Marosvásárhelyen kapott tanári kinevezést, a Római Katolikus Főgimnáziumba. Ettől fogva több mint 15 éven keresztül ebben a városban élt és dolgozott, ez idő alatt több középiskolában, valamint az ottani Orvostudományi és Gyógyszerészeti Egyetemen is dolgozott, ő alapította meg az egyetem 1948-ban önállósult gyógyszerészeti karának gyógynövénytani tanszékét, az 1948-49-es tanévben. Munkatársaival közösen ő hozta létre a marosvásárhelyi egyetem botanikus kertjét is. Ebből az időből több jelentős tudományos publikációja született a Fogarasi-havasok, a Hargita és a Keleti-Kárpátok növényvilágáról,  egyetemi jegyzeteket is írt. A Román Tudományos Akadémia megbízásából abban a munkában is részt vett, melynek fő célja annak megállapítása volt, hogy Erdély mely különleges természeti területeit célszerű természetvédelmi oltalom alá helyezni.
1956-ban, édesanyja halála után derekán költözött vissza Solymárra, egyedül maradt édesapjához. Attól kezdve 20 éven át – 1976-ban bekövetkezett nyugdíjazásáig – a budapesti Petőfi Sándor Gimnáziumban tanított, földrajz és biológia szakos gimnáziumi tanárként. Gimnáziumi munkája mellett sok éven keresztül vezetett felvételi előkészítő kurzusokat is, orvosi egyetemre készülő középiskolások számára. Az elsők között kapcsolódott be idegenvezetőként az IBUSZ–TIT által szervezett honismereti, országjáró túráinak lebonyolításába, nagy tárgyi tudásának és országismeretének köszönhetően népszerű személyiség volt más vállalatok, intézmények által szervezett kirándulások vezetőjeként, és hosszú időn keresztül tartott honismereti előadásokat, előadássorozatokat is, mint TIT-előadó.

### Munkássága helytörténeti kutatóként
Ahogy közeledett a nyugdíjas korhoz, egyre többet foglalkozott lakóhelyének közügyeivel is. 1966 tavaszán, dr. Valkó Arisztid amatőr régésszel közösen írott levelében hívta fel a település vezetésének figyelmét arra, hogy az állami levéltárban fellelhető okiratok szerint 1266-ból való Solymár legelső okleveles említése, ezért ez az év alkalmas lenne a község 700 éves fennállásának megünneplésére. Miután pedig határozat született az ünnepség megszervezésére, hatalmas részt vállalt a jubileum apropóján megrendezett kiállítás összeállításában. A rendezvénysorozat végén kezdeményezte az összegyűjtött nagy mennyiségű anyag egyben tartását, egy állandó kiállítás keretében, melynek megvalósítása érdekében nagy erőt fejtett ki. Ezen erőfeszítései 1972-ben jutottak eredményre, amikor a helyi termelőszövetkezet által községi használatba átadott régi főtéri polgárházban helytörténeti gyűjteményt alapíthatott. A gyűjtemény 1972. augusztus 20-án nyílt meg, dr. Jablonkay István vezetésével, és haláláig, közel 30 éven át ő vezette a létesítményt. Halála után biológia–földrajz szakos tanárként dolgozó lánya, Jablonkay Mária vette át a vezetői feladatokat a gyűjtemény élén, amely 2005 óta az alapító nevét viseli.
A gyűjteményalapítás előzményeként 1970. december 27-én összehívta a lakására mindazokat a solymári lakosokat, akikről úgy sejtette, hogy szívügyüknek tekintik a település a helytörténetét – és akik javarészt valamilyen vezető pozíciókat töltöttek be –, majd közösen megalapították a Solymári Helytörténeti Társaságot, melynek vezetője a tagság választása alapján ő maga lett. Elsődleges feladatukul egy helytörténeti gyűjtemény létesítését, valamint a község múltjával foglalkozó helytörténeti kiadványok megírását és megjelentetését tűzték ki. Ez utóbbiak közül – 2000-ben bekövetkezett haláláig – csak egy múzeumi ismertető kiadvány és egy nagyobb terjedelmű helytörténeti könyv kiadása valósult meg, de később az időközben megalakult Helytörténeti Alapítvány folytatta ezt a tevékenységet.
Jablonkay István szívén viselte a solymári vár romterületének sorsát – Petőfis (földrajz szakkörös) diákjaival az 1971-72-ben végzett ásatási munkálatai során igyekezett összegyűjteni a helyszínen található köveket, a későbbi könnyebb konzerválási munka érdekében –, de figyelemmel kísérte a település területén előkerült egyéb régészeti leleteket is. Amikor a helyi vasútállomás közelében téglagyárat kezdtek létesíteni, Valkó Arisztiddel közösen bejárta az építési helyszínt, miután pedig ott római kori temetkezés nyomait fedezték fel, azt azonnal bejelentették a Magyar Nemzeti Múzeumnak. A rövid időn belül megkezdett leletmentő ásatásnak köszönhetően a gyárnak kiszemelt területen 150 sírból álló római temetőt, valamint a közelben egy jelentős avar temetőt tártak fel.
Figyelme a Helytörténeti Társaság vezetőjeként kiterjedt a helytörténet más területeire is: több évben szervezett a helytörténeti gyűjteményben vagy a művelődési házban időszakos kiállításokat és más kulturális rendezvényeket, melyek rendre nagy közönségsikert arattak. Szisztematikusan gyűjtötte a múzeum számára a Solymárt ábrázoló műalkotásokat, illetve községi festők helyi vonatkozású alkotásait. Alapos tanulmányokban dolgozta fel a solymári gyógyszertár és a solymári gyógyszerészek, a templom és a harangok, továbbá a helyi rózsalakodalmak történetét (ezek a tanulmányai a nagyobb nyilvánosság előtt már csak a halála után váltak ismertté, a solymári monográfia 2002-ben megjelent második kötetének részeként).
A rendszerváltás után személyesen kezdeményezte a háború előtt évente megtartott Hősök Napja ünnepségének felelevenítését, így 1990. május utolsó vasárnapján az országban elsők között Solymáron éledt újra ez a régi hagyomány, a Solymári Férfikórus és a Helytörténeti Társaság közös szervezésében. 1998 óta ez a nap a település hivatalos ünnepeinek egyike, ilyenkor kerülnek átadásra a legnagyobb községi elismerésnek számító „Solymárért”, illetve Nemzetiségi Díj kitüntetések. Ő maga a 2000-es évben vehette át a „Solymárért” elismerést, Hősök Napja alkalmából. [Tevékenységét egyébként már 1981-ben kitüntetéssel ismerte el a község, a két évvel korábban alapított Solymár Nagyközségért kitüntetést kapta meg, 1994. március 15-én pedig a Magyar Köztársaság Arany Érdemkeresztjével is kitüntették.]
Még élete utolsó évtizedében is aktív volt: amikor 1992-ben, a Solymári Helytörténeti Társaság egyik tagjának javaslatára megalakult a Helytörténeti Alapítvány, annak haláláig a kuratóriumi elnöke volt, e minőségében több helytörténeti kiadvány megjelentetésében működött közre. 2000. november 19-én hunyt el, a községi temető D parcellájának díszsírhelyén, szüleivel közös sírban nyugszik.

## Emlékezete

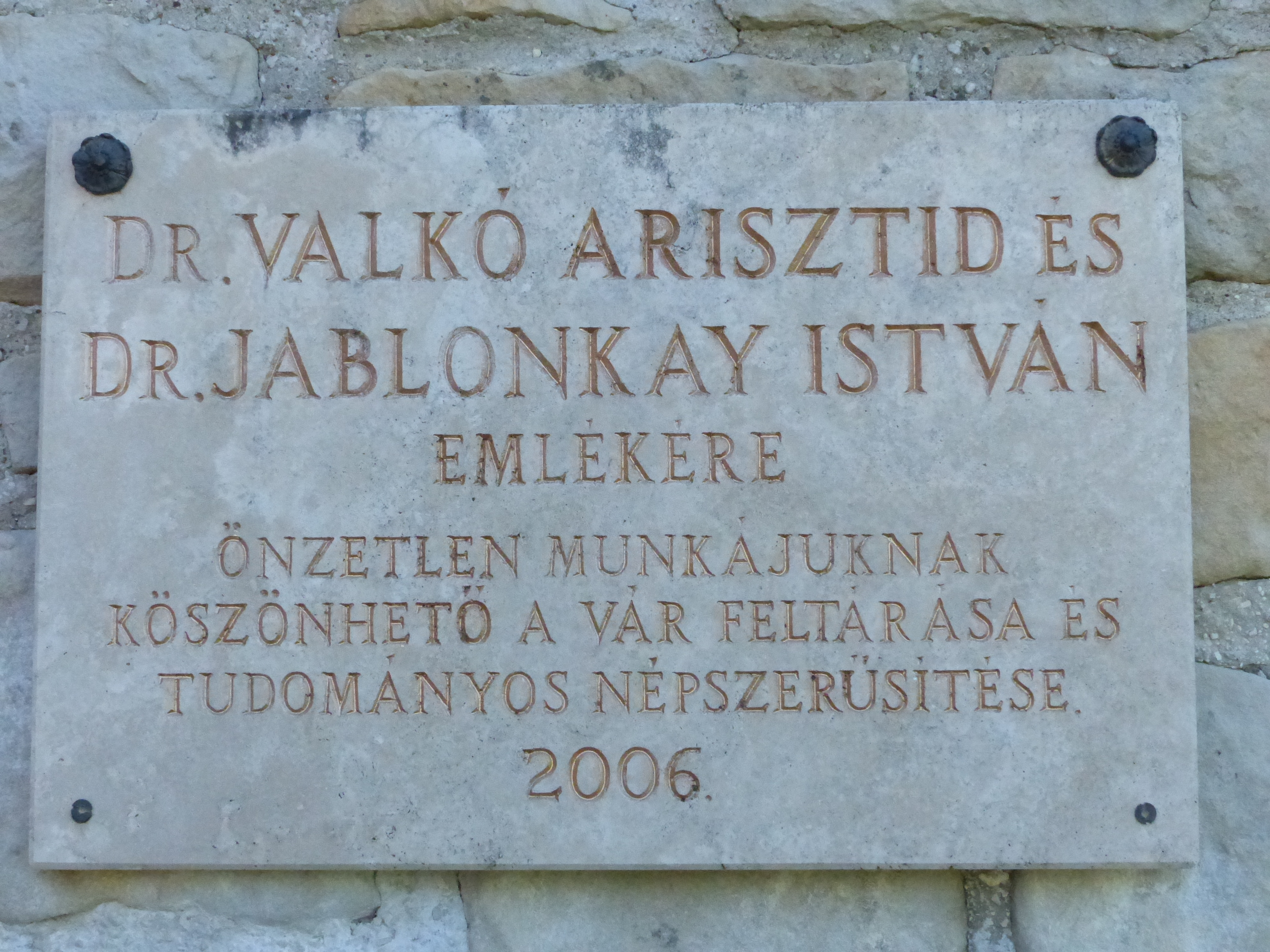
Valkó Arisztid és Jablonkay István emléktáblája

- Solymár Nagyközség Önkormányzata 2005-ben, a felújítása utáni átadás alkalmából róla nevezte el az általa alapított solymári helytörténeti gyűjteményt.
- A solymári vár 2006-os felújítása alkalmából a bejárat közelében emléktáblát avattak fel, mely együtt őrzi Valkó Arisztid és Jablonkay István, a vár feltárásából oroszlánrészt vállaló két helyi amatőr régész emlékét.
- Születésének centenáriumi évében, 2013. március 11-én egykori iskolája, a Petőfi Sándor Gimnázium termet avatott az emlékére és időszakos kiállítással emlékezett meg személyéről.[1][2] Erre az alkalomra a szervezők egy szerény kiadványt is megjelentettek az életéről.
- Solymár Nagyközség Önkormányzata ugyanebben az évben, 2013. május 29-én posztumusz díszpolgári címet szavazott meg a számára, az adományozási ceremóniára szeptember 14-én, a Solymári Búcsú megnyitó ünnepsége keretében került sor.[3]

## Tanulmányai
- A solymári rózsalakodalmak (1979)
- A solymári templomok és harangok története (1990)
- Adatok a solymári gyógyszertár történetéhez (év?)
- A Solymári Helytörténeti Gyűjtemény kiállításának rövid áttekintése (1989)
- Beszámoló a Solymári Helytörténeti Társaság 20 éves ünnepi tanácskozásán (1990)

A felsorolt tanulmányok egybegyűjtve Seres István Adalékok és emlékiratok Solymár történetéhez és néprajzához című, 2002-ben kiadott monográfiájának részeként jelentek meg.